# Road Rash: Jailbreak
 (avril 2025).
Si vous disposez d'ouvrages ou d'articles de référence ou si vous connaissez des sites web de qualité traitant du thème abordé ici, merci de compléter l'article en donnant les références utiles à sa vérifiabilité et en les liant à la section « Notes et références ».
Road Rash: Jailbreak est un jeu vidéo de course de moto sorti en 2000 sur PlayStation. Le jeu est développé par EA Redwood Shores et édité par Electronic Arts sur PlayStation. Il est ensuite porté sur Game Boy Advance en 2003 par Magic Pockets et Ubisoft. Il est le sixième et dernier opus de la série Road Rash.

## Système de jeu
Fidèle au concept qui traverse toute la série Road Rash, le jeu propose au joueur de réaliser différentes courses de moto, avec pour principale particularité d'offrir un système de combat qui voit les différents concurrents s'affronter en plein milieu de la course, à main nues ou avec des armes telles des battes et des pieds de biche, dans le but de s'éjecter les uns les autres de leur véhicule. Le joueur peut choisir d'effectuer sa course le plus pacifiquement possible, en évitant les attaques de ses concurrents, ou au contraire, prendre part à la bagarre généralisée. Dans ce cas, chaque victoire sur un adversaire éjecté de son véhicule par une série de coups sera comptabilisée sur une barre horizontale, en haut de l'écran, et représentée par une croix constituée d'os. À la fin de la course, un score est attribué, en fonction de la position du joueur, mais aussi en fonction du nombre d'adversaires qu'il aura terrassé. Il faut toutefois noter que pour progresser dans l'histoire du jeu, il est nécessaire de terminer dans les premières places, et que le nombre de motards vaincus s'avère être un bonus. En plus des concurrents en furie, le joueur aura à affronter la police, présente comme dans le reste de la série. Au bout d'un certain temps, en effet, un ou plusieurs représentants des forces de l'ordre se présenteront en moto, et tenteront de déloger le joueur de son véhicule, notamment à l'aide de tasers et de bonbonnes de gaz poivre, armes fétiches de la police dans le jeu. Si le joueur est vaincu par l'un des agents en moto, il risque fortement d'être « coffré », auquel cas la course sera interrompue et perdue automatiquement.

## Histoire principale
Le titre du jeu, « Jailbreak », fait référence à l'histoire principale du titre. Le joueur, accumulant les armes et accédant à des véhicules plus rapides au fil des courses remportées, obtient finalement la possibilité d'effectuer une mission spéciale, durant laquelle il doit libérer l'un des membres du gang de motard emprisonné, Spaz. Après un contre-la-montre en side-car, le joueur doit enfoncer un barrage de la police, qui surveille plusieurs prisonniers, dont Spaz. Le détenu profite du désordre occasionné par l'accident, et rejoint le joueur dans le side-car. S'ensuit une course effrénée, pendant laquelle de nombreux policiers se lancent à la poursuite du prisonnier évadé et de son complice. Lorsque le joueur parvient à rejoindre l'ensemble du groupe de motards, qui attend un peu plus loin sur la route pour escorter Spaz, la mission se termine avec succès.

## Autres modes de jeu
Le jeu propose également un mode multijoueur, ainsi qu'un mode "chrono", et un mode "flic", qui offre cette fois au joueur la possibilité d'incarner un policier, dont la mission est de capturer différents membres du gang de motards dans un temps imparti. Il ne s'agit pas à proprement parler d'une course, puisque le but est ici, soit de vaincre un nombre imposé de motards au sein d'un groupe qui en compte jusqu'à une trentaine, soit de terrasser une cible bien précise. En général, il s'agit d'un membre haut gradé, difficile à battre et qui évolue en tête de peloton, ce qui exige du joueur qu'il traverse tout le groupe de motards avant de pouvoir l'atteindre, puisqu'il commence toujours la course en dernière position. Afin d'accomplir sa mission avec succès, le joueur possède une matraque, un taser et une bonbonne de gaz poivre.

## Musique
Le jeu propose une bande son pour accompagner chacune des courses, qui comprend des titres de groupes comme The Lenny Rocillo Project, Home Cookin', Poet Jester, Signal 12, Punchbuggy, Slave Unit, Turd, Unjust, Chevelle, Lead Pipe Cinch, Corn Doggy Dog & the 1/2 lb., Blacklight Posterboys, Vice, Your Mom, The Suburban Vamps, Celldweller, The Ziggens et Pushmonkey.